# Per Byman
Per Otto Ragnar Byman, född 23 mars 1965, är en svensk biståndsarbetare. 
Per Byman är sedan mars 2023 senior humanitär rådgivare för Caritas Tyskland i Ukraina och Moldavien. Från februari 2018 till december 2022 var Byman chef för Norska Flyktingrådets kontor i Berlin och mellan juni 2012 och februari 2018 var han generalsekreterare för Radiohjälpen. 2005-2012 tjänstgjorde han som chef för Sidas humanitära enhet med ansvar för Sidas katastrofbistånd. Under åren 1999–2005 arbetade Byman som handläggare för mänskliga rättigheter och demokrati vid Sidas enhet för sydöstra Europa. Byman sitter också i styrelsen för Balkan Investigative Reporting Network, BIRN.
Mellan 1991 och 1997 arbetade Per Byman med humanitära projekt och återuppbyggnad i Bosnien-Hercegovina för organisationen Caritas. Från 1997 till 1999 var han pressansvarig på Caritas i Sverige.[källa behövs]